# Ovia North East
Ovia North East è una delle diciotto aree a governo locale (local government areas) in cui è suddiviso lo stato di Edo, nella Repubblica Federale della Nigeria.
Si estende su una superficie di 2.301 km² e conta una popolazione di 153.849 abitanti.